# Municipio de Guthrie (Indiana)
El municipio de Guthrie (en inglés: Guthrie Township) es un municipio ubicado en el condado de Lawrence en el estado estadounidense de Indiana. En el año 2010 tenía una población de 1383 habitantes y una densidad poblacional de 12,48 personas por km².

## Geografía
El municipio de Guthrie se encuentra ubicado en las coordenadas 38°48′9″N 86°21′6″O / 38.80250, -86.35167. Según la Oficina del Censo de los Estados Unidos, el municipio tiene una superficie total de 110.83 km², de la cual 109,28 km² corresponden a tierra firme y (1,39 %) 1,54 km² es agua.

## Demografía
Según el censo de 2010, había 1383 personas residiendo en el municipio de Guthrie. La densidad de población era de 12,48 hab./km². De los 1383 habitantes, el municipio de Guthrie estaba compuesto por el 97,98 % blancos, el 0,14 % eran afroamericanos, el 0,43 % eran amerindios, el 0,29 % eran asiáticos y el 1,16 % eran de una mezcla de razas. Del total de la población el 0,8 % eran hispanos o latinos de cualquier raza.